# Конвой № 3521
Конвой № 3521 — японський конвой часів Другої світової війни, проведення якого відбувалось у травні 1943 року.
Пунктом призначення конвою був атол Трук (Чуук) у центральній частині Каролінських островів, де ще до війни створили потужну базу японського ВМФ, з якої до лютого 1944 року провадились операції у цілому ряді архіпелагів. Вихідним пунктом став розташований у Токійській затоці порт Йокосука (саме звідси традиційно вирушала більшість конвоїв на Трук).
До складу конвою первісно увійшли траулер «Тайо-Мару» (Taiyo Maru, зазвичай японці використовували колишні траулери для транспортування продовольства) під охороною торпедного човна «Хійодорі». Загін вийшов із порту 21 травня 1943 року та за кілька діб досягнув острова Сайпан у Маріанському архіпелазі. 26 травня конвой попрямував далі, при цьому його склад поповнився транспортом «Тайто-Мару», який прибув на Сайпан із конвоєм № 3516. Крім того, до 28 травня додаткову охорону забезпечував переобладнаний мисливець за підводними човнами «Кьо-Мару № 8», що далі повернув назад до Сайпану.
Хоча маршрут конвою № 3521 пролягав через кілька традиційних районів патрулювання американських підводних човнів, його проходження конвою відбулось успішно, і 31 травня він без втрат досягнув Труку.